# دیر دور
دِیر دور (انگلیسی: Dore Abbey) یک دیر سیسترسین در روستای ابی دور، انگلستان است.
این دیر که در سال ۱۱۴۷ ساخته شده از قرن ۱۶ میلادی به عنوان کلیسای منطقه‌ای مورد استفاده قرار گرفته‌است.

## نگارخانه

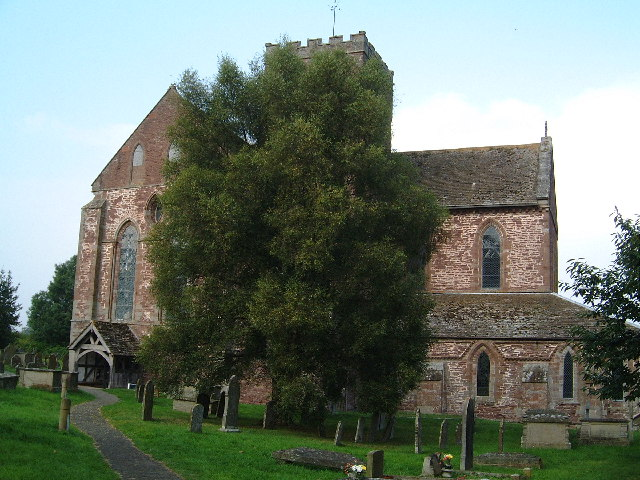
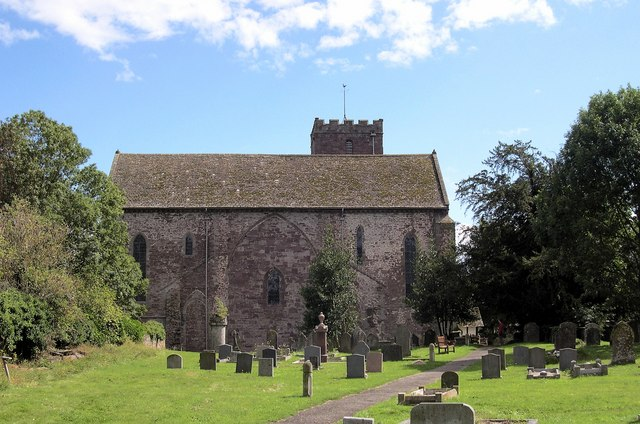
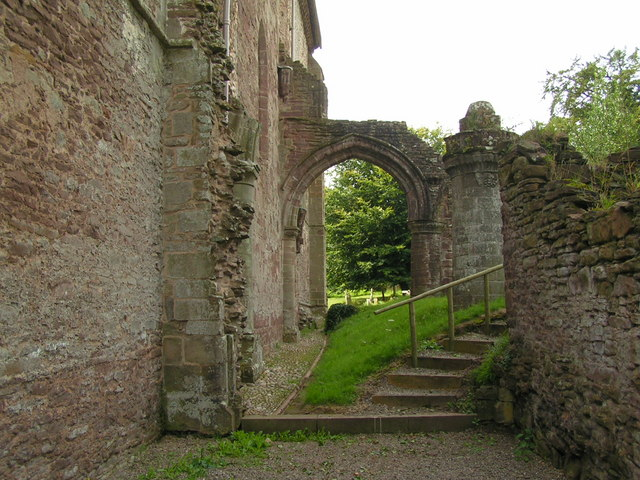
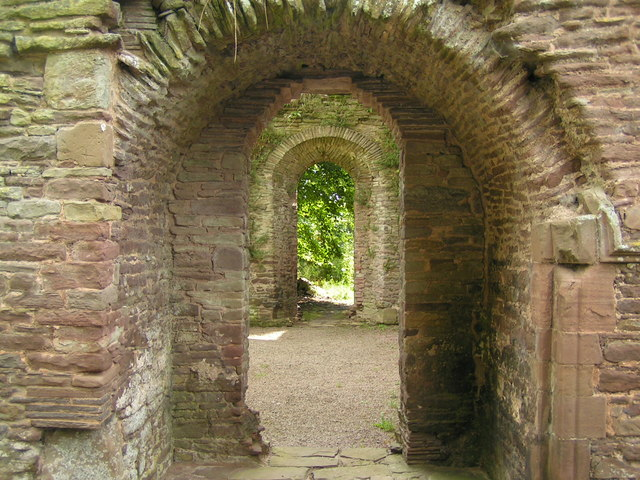